# Stefan Zürcher
Stefan Zürcher (* 1945) ist ein Schweizer Stuntman und Filmproduzent.

## Leben
Stefan Zürcher wurde 1945 geboren. Er wuchs in Wengen im Berner Oberland auf. Mit 19 Jahren zog er als Elektromechaniker nach Toronto, Kanada. Später war er in Vail und Aspen als Skilehrer tätig. 1967 wirkte er für den James-Bond-Film Im Geheimdienst Ihrer Majestät, der im Lauterbrunnental gedreht wurde, als Stuntmen für die Skiszenen, verfolgte er als Bösewicht James Bond. Danach blieb er den Bondfilmen bis heute treu. 1969 war er als Regie-Assistent bei den Bavaria Filmstudios in München tätig. Er doubelte Robert Redford in Downhill Racer.
1989 gründete er die Alpine Films und ist als Location Manager aktiv. Hier hat er auch schon in Marokko oder auf Grönland gedreht, z. B. gewagte Ski-Filmszenen. Zürcher produziert auch Werbefilme. 1980 war er der Erste, der die Lauberhornrennstrecke als Kamerafahrer herunterfuhr.

## Filme (Auswahl)
- 1969: Downhill Racer (Skistunts)
- 1969: James Bond 007 – Im Geheimdienst Ihrer Majestät
- 1971: Charlie und die Schokoladenfabrik (Second Assistant Director, uncredited)
- 1972: Cabaret (Second Assistant Director, uncredited)
- 1995: James Bond 007 – GoldenEye (Location Production Manager)